# Берана (Бреша)
Берана је насеље у Италији у округу Бреша, региону Ломбардија.
Према процени из 2011. у насељу је живело 307 становника. Насеље се налази на надморској висини од 372 м.